# Stenaoplus maculipes
Stenaoplus maculipes är en stekelart som först beskrevs av Smith 1874.  Stenaoplus maculipes ingår i släktet Stenaoplus och familjen brokparasitsteklar. Inga underarter finns listade i Catalogue of Life.